# Bukva (riba)
Bukva (Boops boops), pripada obitelji ljuskavki (Sparidae). Uz naziv bukva u Hrvatskoj je poznato preko dvadeset drugih imena za ovu ribu: bugva, boba, buba, bukvina, bobulina, buhar, matijaš, matelan, matan, legumini, žutuja i dr. Bukva je jedna od najbrojnijih riba u Jadranu i Mediteranu.
Tijelo joj je izduženog vretenastog oblika, pokriveno sitnim ljuskama s vrlo izraženim očima na glavi. Inače bukva je dobila ime upravo zbog svojih velikih očiju koje su jako velike u odnosu na tijelo. Na gornjem dijelu tijela je modrikastosivo do maslinasto-zelenkasto, a postrance je je sivkaste boje s tri do četiri uzdužne zlatkaste pruge. Donji dio je srebrnkaste boje. Naraste do 35 cm u dužinu i može postići težinu do 0,50 kg.
Bukva je riba koja živi u velikim jatima. Hrani se raznovrsno, najčešće planktonom ali i algama i sitnim račićima s morskog dna. U toplijim mjesecima živi dalje od obale a za hladnijih se približava. Ne bira vrstu dna ali je nešto brojnija nad kamenitim i muljevitim dnima, obraslih vegetacijom. Brojnija je s vanjske strane otoka i na pučini nego po kanalima, uvalama i zaljevima. Pripada životnoj zajednici pelagijala. Uglavom je nalazimo na dubini od 5 do 50 metara iako zna zaći i do 200 metara u dubinu. Mrijesti se u proljeće od ožujka do svibnja. Glavna su joj lovišta u pučinskom nizu otočja, osobito u srednjoj Dalmaciji. Bukva se smatra jako dobrim mamcem u ribolovu parangalima, zbog čega ju mnogi i love.
U Jadranskom moru je nalazimo posvuda. Osim Jadranskog mora bukva je riba Mediterana, iako je raširena i u Crnom moru, istočnom Atlantiku od Škotske do Norveške na sjeveru pa do Angole i Azora na jugu.

## Vanjske poveznice
|  | Zajednički poslužitelj ima još gradiva o temi Bukva |
|  | Wikivrste imaju podatke o taksonu Bukvama           |
|  | Wječnik ima rječničku natuknicu bukva               |